# Lethrus serpentifer
Lethrus serpentifer es una especie de coleóptero de la familia Geotrupidae.

## Distribución geográfica
Habita en Mongolia.